# Wildbad (Castell)

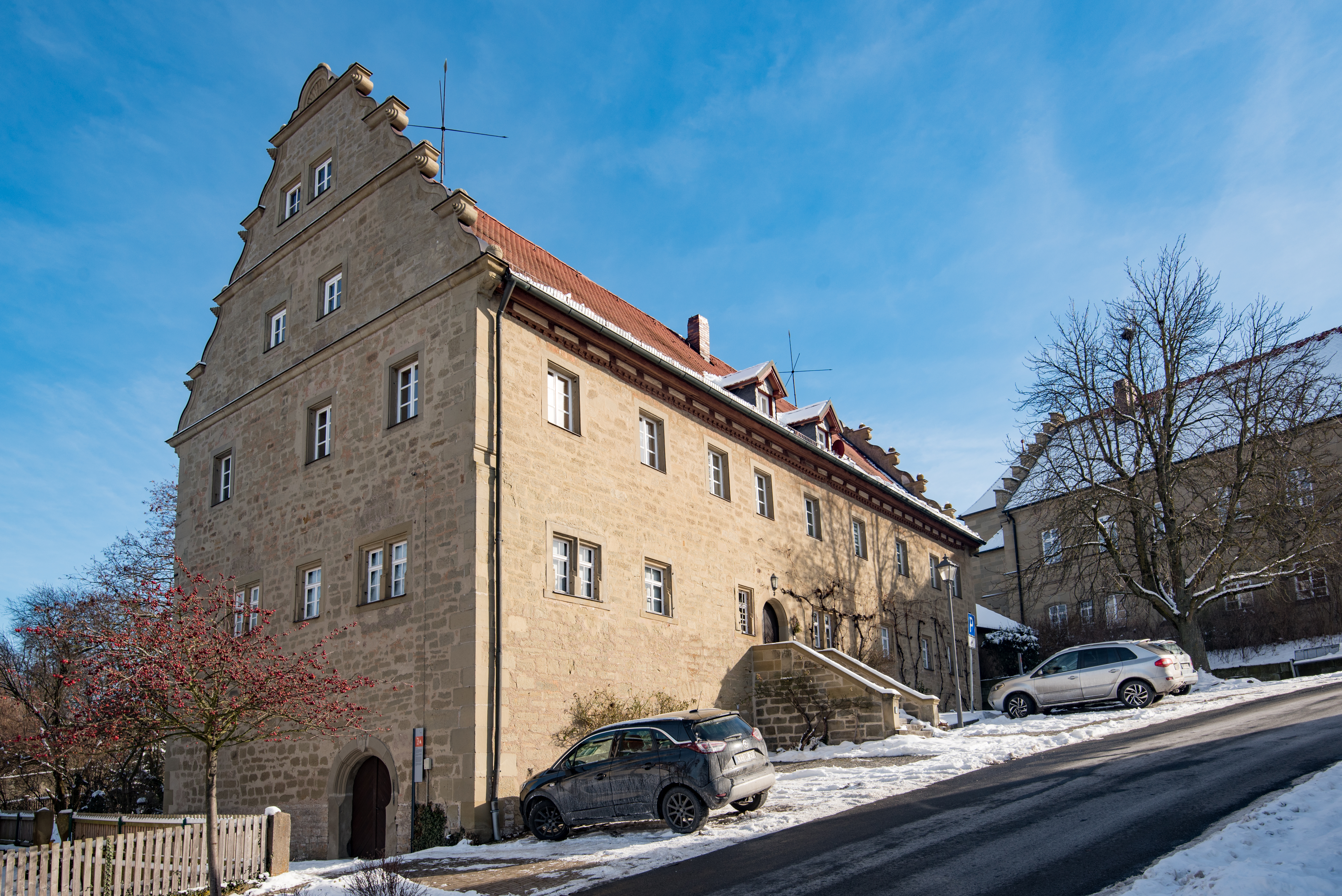
Das ehemalige Wildbad in Castell

Das ehemalige Wildbad Castell (Adresse Kniebrecher 3) ist ein denkmalgeschütztes Gebäude im unterfränkischen Castell im Landkreis Kitzingen. Die Baulichkeiten beherbergten seit dem Spätmittelalter eine Kureinrichtung, die von einer Mineralquelle gespeist wurde. Heute ist in den Räumlichkeiten das Fürstlich Castell’sche Archiv untergebracht.

## Geschichte
Erstmals erwähnt wurde das Wildbad von Castell im Jahr 1399. Wahrscheinlich wurde die Anlage im aufstrebenden Residenzort der Grafen zu Castell im Spätmittelalter bereits rege frequentiert. Die Heilwirkung resultierte von den Mineralstoffen einer Calcium-Magnesium-Sulfat-Quelle, deren hartes Wasser vom hohen Gipsgehalt der durchflossenen Myophorienschichten des Unteren Gipskeupern herrührte. Im Jahr 1584 bestanden im Casteller Wildbad über 30 Wannen, die regelmäßig überfüllt waren.
Um 1600 erweiterte man die Anlage. Unter dem Wiesenbronner Baumeister Martin Haag entstand der noch erhaltene Treppengiebelbau der Renaissance. Im neuen Badehaus waren 52 Wannen untergebracht. In den folgenden Jahrzehnten endete der Boom des Wildbades. In der zweiten Hälfte des 17. Jahrhunderts ruhte der Betrieb. Ein Versuch, das Wildbad im Jahr 1673 wieder zu eröffnen, scheiterte. Um die Räumlichkeiten nicht verfallen zu lassen, erlaubten die Grafen zu Castell den örtlichen Bauern, ihr Getreide im Wildbad aufzuschütten. Als letzter Badegast ist im Jahr 1681 die Mutter der Gräfin nachgewiesen. Die Quelle wird heute in drei Löschweiher abgeleitet.
Nach dem Ende der Nutzung als Bad richteten die Grafen in den Baulichkeiten ihre oberste Regierungs- und Justizkanzlei ein. Dort wurde auch das Konsistorium der Castell’schen Landeskirche untergebracht. Im ehemaligen Wildbad wurde 1774 die Gräflich Castell-Remlingen’sche Landes-Credit-Cassa gegründet, die Vorgängerin der 
Castellbank. Der Regierungssitz wurde im September 1806 im Zuge der Mediatisierung von einem bayerischen Kommissar in Besitz genommen. Im Jahr 1902 begann der Archivar August Sperl in den Räumlichkeiten das Fürstlich Castell’sche Archiv einzurichten.

## Beschreibung

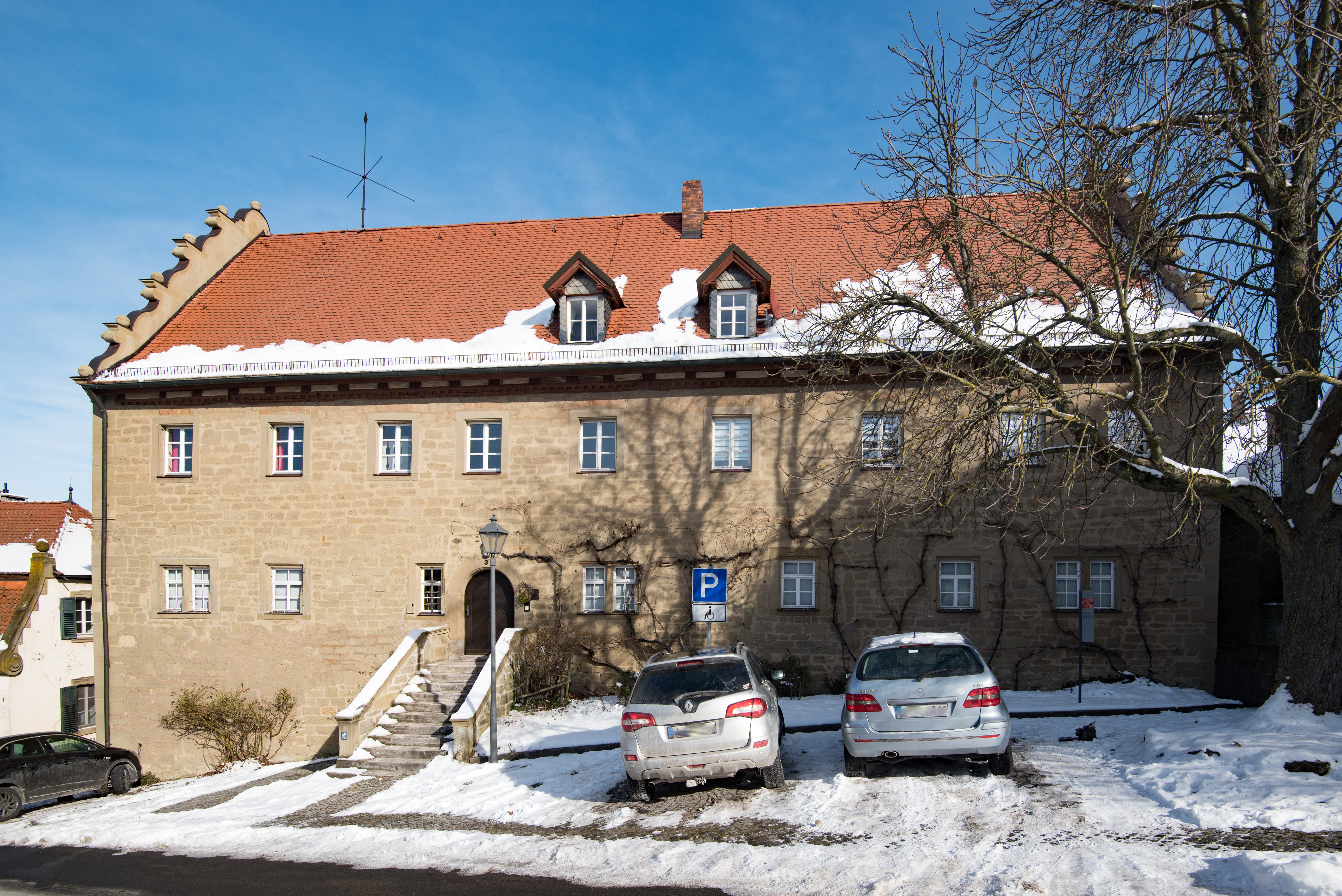
Das ehemalige Wildbad im Ort

Das ehemalige Wildbad wird vom Bayerischen Landesamt für Denkmalpflege als Baudenkmal geführt. Es präsentiert sich als zweigeschossiger Renaissancebau mit Volutengiebeln, die am Berghang ausgerichtet sind. Die Anlage besitzt das nicht verputzte Bruchsteinmauerwerk der Bauzeit. Das Haus wurde traufständig in Richtung der Straße ausgerichtet. Im Kellergeschoss erinnert noch das Kreuzgewölbe, das von insgesamt zehn Säulen getragen wird, an die Zeit als Badeort. Dort befindet sich ein Mauerwerk-Schacht, unter dem das historische Brunnengewölbe überbaut ist.